# Якубович, Игнатий Семёнович
Игна́тий Семёнович Якубо́вич (март 1881, Варшава — 1941) — советский дипломат.

## Биография
Член Социал-демократии Королевства Польского и Литвы с 1904 года. Член РКП(б) с 1918 года.
- С декабря 1917 года — секретарь Главного комиссариата Народного Банка.
- С 16 апреля по 5 ноября 1918 года — второй секретарь Полномочного представительства РСФСР в Германии.
- В 1918—1922 годах — заведующий Отделом Центральной Европы НКИД РСФСР.
- В 1922—1928 годах — секретарь Полномочного представительства РСФСР/СССР в Германии.
- В 1928—1931 годах — советник Полномочного представительства СССР в Германии.
- В 1931—1932 годах — полномочный представитель НКИД СССР при СНК Белорусской ССР.
- В 1934—1935 годах — заведующий Политическим архивом НКИД СССР.
- С 17 ноября 1934 по 26 декабря 1937 года — полномочный представитель СССР в Норвегии[2].

Арестован в 1937 году. Умер в заключении в 1941 году. Реабилитирован в 1957 году.